# Reuzenlied
Het Reuzenlied is een van oorsprong Vlaams volksliedje, dat vaak gezongen wordt bij processies en andere evenementen waar reuzen aanwezig zijn.
Hoe en wanneer het lied is ontstaan, is niet bekend. Auteur F.A. Snellaert spreekt in 1853 al van een "zeer oud" lied. De exacte tekst en het aantal coupletten kan per regio verschillen, en ook zijn er meerdere melodieën in gebruik, waarvan er één zou zijn afgeleid zijn van die van de hymne conditor alme siderum.
Het woorddeel -gom betekent 'mens' en komt ook voor in bruidegom. Het is afkomstig uit protogermaans *guman- en is verwant aan het Latijn homo en daarvan afgeleid het Franse homme.

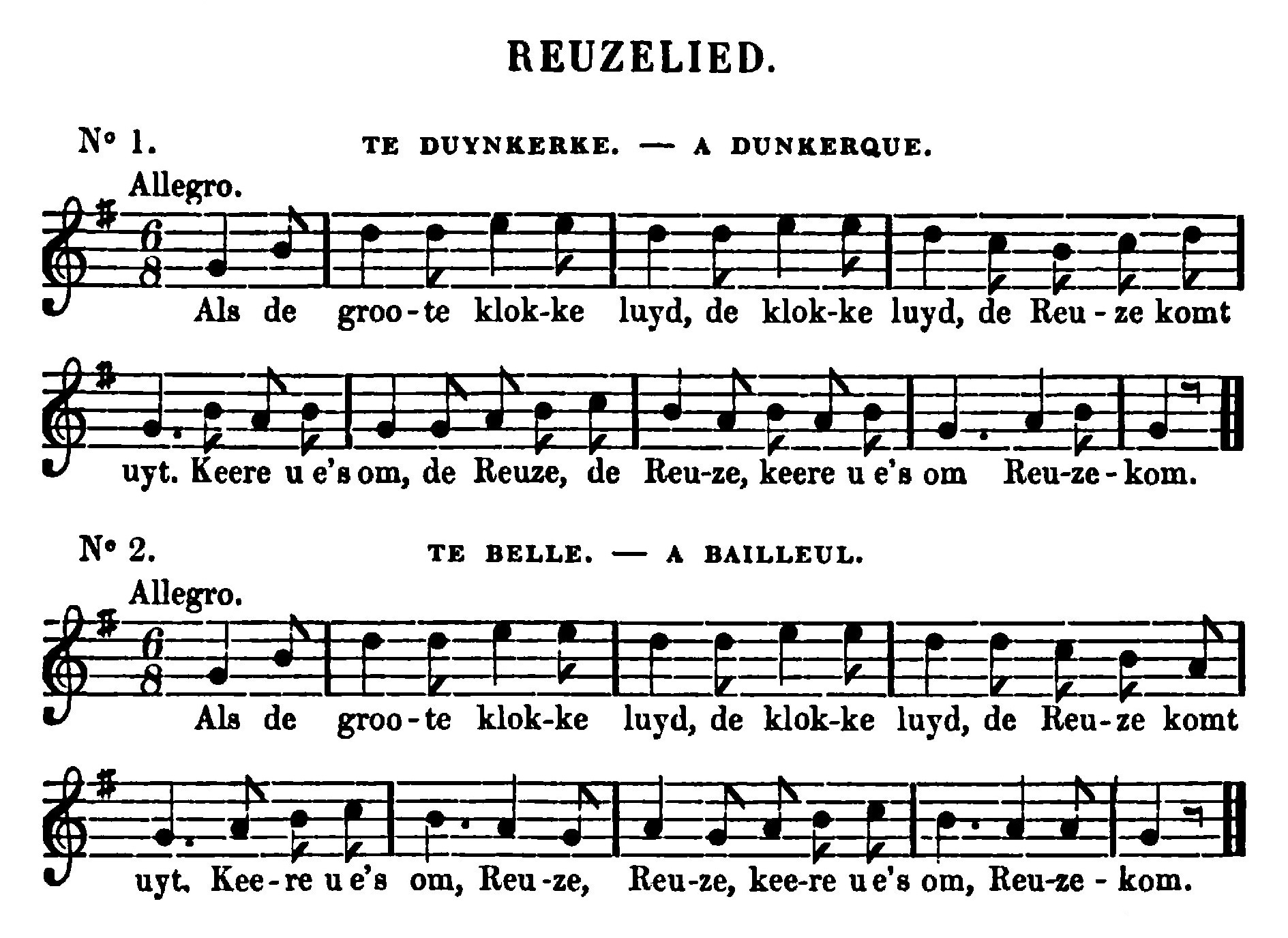
Twee verschillende melodieën van het Reuzenlied

Als de grote klokke luidt, de klokke luidt, de reuze komt uit.
Kere weerom, reuze, reuze, kere weerom, reuzegom.
Moeder, hang de pot op 't vier, de pot op 't vier, de reuze komt hier.
Kere weerom, reuze, reuze, kere weerom, reuzegom.
Moeder, snijd een boterham, een boterham, de reuze is gram.
Kere weerom, reuze, reuze, kere weerom, reuzegom.
Moeder, tap het beste bier, het beste bier, de reuze is gier.
Kere weerom, reuze, reuze, kere weerom, reuzegom.
Moeder, stop al ras het vat, al ras het vat, de reuze is zat.
Kere weerom, reuze, reuze, kere weerom, reuzegom.
Moeder, geef maar kaas en brood, maar kaas en brood, de reuze is dood.
Kere weerom, reuze, reuze, kere weerom, reuzegom.
Die daar zegt die reus die kom, die reus die kom, die liegen erom.
Kere weerom, reuze, reuze, kere weerom, reuzegom.
De melodie van het Reuzenlied wordt gebruikt als thema in de eerste van de Vlaamse dansen van Jan Blockx.